# Billy Walker (Musiker)
Billy Walker (* 14. Januar 1929 in Ralls, Texas; † 21. Mai 2006) war ein US-amerikanischer Country-Musiker, der in den 1960er Jahren seine größten Erfolge feierte.
Nachdem er im Alter von fünfzehn Jahren einen Talentwettbewerb gewonnen hatte, bekam er die Chance zu Radioauftritten. 1949 wurde er von der in Dallas beheimateten Big D Jamboree Show engagiert. Für das Capitol-Label wurden einige Singles eingespielt, bevor er 1951 zu Columbia wechselte. Kurz darauf gelang ihm der nächste Karriereschritt, als er einen Vertrag von der bedeutenden Louisiana Hayride Show erhielt. Hier stand er mit den führenden Country-Musikern der 1950er auf der Bühne. 1955 engagierte er einen jungen Nachwuchsmusiker namens Elvis Presley für das Vorprogramm seiner Tournee.
Nach einem fünfjährigen Engagement beim Ozark Jubilee schloss er sich 1960 der Grand Ole Opry an. Er blieb der Opry bis zu seinem Tode verbunden und wurde zu einem ihrer bekanntesten Stars. Mit seinen Schallplatten war er lange Jahre weniger erfolgreich. Seinen ersten Top-Hit schaffte er 1962 mit Charlie' Shoes. Es folgte eine Serie von Top-20-Hits, am bekanntesten ist hiervon der 1964 erschienene Titel Cross The Brazos At Waco. 1970 wechselte er zum MGM-Label, aber die großen Erfolge blieben aus. Mitte der 1970er Jahre spielte er mit Barbara Fairchild einige Duetts ein.
Durch mehrere Konzertaufenthalte baute sich der Texaner in Europa eine kleine Gefolgschaft auf. Unter anderem trat er beim Wembley Festival auf und arbeitete mit Tom Astor und Hermann Lammers-Meyer zusammen. Am 21. Mai 2006 kam Billy Walker gemeinsam mit seiner Ehefrau und zwei Bandmitgliedern bei einem Autounfall ums Leben.

### Musikbeispiele
- Billy Walker: Funny How Time Slips Away auf YouTube
- 90sFlav feat. Billy Walker: Call Me auf YouTube

| Personendaten    | Personendaten                    |
| ---------------- | -------------------------------- |
| NAME             | Walker, Billy                    |
| KURZBESCHREIBUNG | US-amerikanischer Country-Sänger |
| GEBURTSDATUM     | 14. Januar 1929                  |
| GEBURTSORT       | Ralls, Texas                     |
| STERBEDATUM      | 21. Mai 2006                     |